# سونيا لو
سونيا لو (بالصينية: 盧善琳) هي راكبة أمواج ‏ صينية، ولدت في 18 ديسمبر 1992.

## وصلات خارجية
- سونيا لو على موقع الاتحاد الدولي للملاحة الشراعية (موقع جديد) (الإنجليزية)
- سونيا لو على موقع الاتحاد الدولي للملاحة الشراعية (موقع قديم) (الإنجليزية)
- سونيا لو على موقع اللجنة الأولمبية الدولية (الإنجليزية)
- سونيا لو على موقع أوليمبيديا (الإنجليزية)